# FC 02 Zwickau
FC 02 Zwickau is een Duitse voetbalclub uit de stad Zwickau, Saksen.

## Geschiedenis
De club werd in 1902 opgericht als FC 02 Schedewitz. Schedewitz was in die tijd nog een zelfstandige gemeente. Nadat Schedewitz een deel werd van Zwickau op 1 januari 1923 werd de naam van de club gewijzigd in FC 02 Zwickau. De club speelde in de competitie van West-Saksen, een van de vele hoogste klassen van de Midden-Duitse voetbalbond. Na de competitieherstructurering van 1933 speelde de club niet meer op het hoogste niveau. Inmiddels is de club weggezakt in de anonimiteit en speelt in de laagste regionen van het Duitse voetbal.